# Deutsche Gesellschaft für Sozial- und Kulturanthropologie
Die Deutsche Gesellschaft für Sozial- und Kulturanthropologie, kurz DGSKA (vormals Deutsche Gesellschaft für Völkerkunde e. V., kurz DGV) ist eine Vereinigung von Sozial- und Kulturanthropologen bzw. Ethnologen und an der Ethnologie/Völkerkunde interessierten Personen und Institutionen, die der Förderung der Wissenschaft dient. Die Fachgesellschaft wurde 1929 gegründet, hatte aber ältere Vorgänger. Die DGSKA hat derzeit um die 740 Mitglieder. Ihr wesentliches Ziel ist die Förderung der sozial- und kulturanthropologischen bzw. ethnologischen Forschung und Lehre und der Verbreitung fachbezogenen Wissens in der Öffentlichkeit.

## Aufgaben
Die DGSKA hat insbesondere die folgenden Aufgaben:
- Unterstützung der sozial- und kulturanthropologischen bzw. ethnologischen Forschung und Lehre,
- Empfehlungen und Auskünfte zu fachbezogenen Fragen,
- Ausbau der fachbezogenen wissenschaftlichen Einrichtungen,
- Mitwirkung an der Verbreitung gesicherten sozial- und kulturanthropologischen bzw. ethnologischen Wissens und Publikation von Mitteilungen und Veröffentlichungen,
- Veranstaltung wissenschaftlicher Tagungen,
- Förderung der Zusammenarbeit und des Gedankenaustauschs ihrer Mitglieder und Vertretung von deren Interessen,
- Pflege der Beziehungen zu den Nachbarwissenschaften der Sozial- und Kulturanthropologie bzw. Ethnologie und Fachgesellschaften des Auslandes.

## Vorstand
Der Vorstand der Gesellschaft besteht derzeit (Stand 9. Juni 2025) aus
- der Vorsitzenden Martin Zillinger (Köln),
- der stellvertretenden Vorsitzenden Franz Krause (Köln),
- dem Schatzmeisterin Michaela Pelican (Köln).

## Arbeits- und Regionalgruppen
Die Arbeits- und Regionalgruppen bieten innerhalb der DSKA ein Forum zum wissenschaftlichen Austausch über bestimmte Themen, Aspekte oder Regionen. Im Jahr 2019 gab es folgende aktive Gruppen:

### Arbeitsgruppen
- Entwicklungsethnologie
- Politik- und Rechtsethnologie
- Ethnologische Bildung
- Fachgeschichte (Geschichte der Ethnologie/History of Anthropology)
- Gender & Sexualitäten | Queere Anthropologie
- Kognitive und linguistische Ethnologie
- Kulinarische Ethnologie
- Materielle Kultur
- Medical Anthropology (Medizinethnologie)
- Medien (Anthropologie)
- Migration
- Museum
- Psychologische Anthropologie
- Stadtethnologie
- Umweltethnologie
- Visuelle Anthropologie
- Wirtschaftsethnologie

### Regionalgruppen
Regionalgruppen gibt es für Afrika, Afroamerika, China, Europa, Indigenes Nordamerika, Mesoamerika, Mittelmeerraum, Naher und Mittlerer Osten und Nordafrika, Ozeanien, Südamerika, Südasien, Südostasien, Zentralasien und Kaukasus sowie für die Zirkumpolargebiete und Sibirien.

## Geschichte
Die Ethnologen organisieren sich in der 1929 gegründeten Gesellschaft für Völkerkunde (GV), die sich vor Kriegsende nur noch einmal, vom 12. bis 14. Oktober 1936 in Leipzig, traf. 1938 wurde sie in Deutsche Gesellschaft für Völkerkunde (DGV) umbenannt. Dieser Verband versteht sich von Beginn an in erster Linie als eine wissenschaftliche Vereinigung oder ein Fachverband – aber nicht als Berufsverband. Nach dem Krieg versuchen v. a. Jensen, Termer und Trimborn, die DGV erneut zu beleben. 1946 fand in Frankfurt/Main ein erstes informelles Treffen der Fachvertreter, 1947 die erste ordentliche Tagung in Hamburg statt. Seit 1965 werden die Tagungen zusammen mit den österreichischen Kollegen abgehalten. Von 1952 bis 1969 wurden die Tagungen, sofern möglich, alternierend von Universitäts- und von Museumskollegen durchgeführt.
1967 wurde auf Initiative des Vorsitzenden Hans Rhotert eine Satzungsänderung verabschiedet, die Studenten die Vollmitgliedschaft ermöglichte.
Auf der Göttinger Tagung 1969 kam es zum Eklat zwischen den Professoren und den studentischen Mitgliedern des Faches. In der Folge verließen eine Reihe von etablierten Fachvertretern die Gesellschaft. Die nächste ordentliche Tagung konnte erst wieder 1975 in Coburg durchgeführt werden. Seither trifft sich die Gesellschaft in zweijährlichem Turnus und mit ständig wachsender Mitgliederzahl.
Während es zwischen 1969 und ca. 2000 zu einer wachsenden Entfremdung von Museums- und Universitätsethnologen kam, ist seit der Jahrtausendwende eine sukzessive Wiederannäherung der beiden Richtungen zu verzeichnen. Insbesondere mit der Tagung 2009 zeichnete sich ein fruchtbarer Dialog zwischen Museums- und Universitätsethnologen ab. Dieser wurde durch die Neugründung der AG Museum sowie die Initiative des Berliner Vorstands zur Vertiefung der Zusammenarbeit zwischen universitärer Ethnologie und ethnologischen Sammlungseinrichtungen (2015–2019) weiter verstärkt.
Immer wieder wurden die Tagungen der Gesellschaft in Städten abgehalten, in denen die Ethnologie nur schwach verankert war (z. B. Stuttgart, Freiburg i. Brsg., Coburg, Lübeck), um die Außenwirkung des Faches zu stärken.
Bei der Fachtagung der DGV im Oktober 2017 in Berlin beschloss die Mitgliederversammlung eine Namensänderung in Deutsche Gesellschaft für Sozial- und Kulturanthropologie (DGSKA).

## Tagungsorte
- 1929: Leipzig
- 1936: Leipzig
- 1946: Frankfurt (informelles Treffen)
- 1947: Hamburg (erste ordentliche Nachkriegstagung)
- 1948: Mainz
- 1952: Köln
- 1954: Bremen
- 1957: Berlin
- 1959: Stuttgart
- 1961: Freiburg
- 1963: Heidelberg
- 1965: Wien
- 1967: St. Augustin
- 1969: Göttingen
- 1970: Mainz (außerordentliche MV)
- 1971: Heidelberg (informelles Treffen)
- 1973: Bremen
- 1975: Coburg
- 1977: Büdingen
- 1979: Bad Homburg
- 1981: Münster
- 1983: Freiburg und Basel
- 1985: Lübeck
- 1987: Köln
- 1989: Marburg
- 1991: München
- 1993: Leipzig
- 1995: Wien
- 1997: Frankfurt
- 1999: Heidelberg
- 2001: Göttingen
- 2003: Hamburg
- 2005: Halle
- 2007: Halle
- 2009: Frankfurt
- 2011: Wien
- 2013: Mainz
- 2015: Marburg
- 2017: Berlin
- 2019: Konstanz

## Vorsitzende
- 1929–1936: Fritz Krause (Leipzig)[3]
- 1936–1947: Franz Termer (Hamburg)
- 1947–1954: Adolf Ellegard Jensen (Frankfurt/Main)
- 1954–1957: Martin Heydrich (Köln)
- 1957–1959: Hermann Trimborn (Bonn)
- 1959–1963: Hans Rhotert (Stuttgart)
- 1963–1965: Hermann Baumann (München)
- 1965–1967: Willy Fröhlich (Köln) (1907–1971), komm. Leitung ab 1966 durch Hans Rhotert
- 1967–1969: Erhard Schlesier (Göttingen)
- 1969–1973: Ernst Wilhelm Müller (Mainz)
- 1973–1975: Hans Fischer (Hamburg)
- 1975–1979: Eike Haberland (Frankfurt/Main)
- 1979–1981: Ulrich Köhler (Münster)
- 1981–1985: Rolf Herzog (Freiburg)
- 1985–1989: Ulla Johansen (Köln)
- 1989–1991: Matthias Samuel Laubscher (München)
- 1991–1993: Dietrich Treide (Leipzig)
- 1993–1997: Josef Franz Thiel (Frankfurt/Main)
- 1997–1999: Jürg Wassmann (Heidelberg)
- 1999–2001: Brigitta Hauser-Schäublin (Göttingen)
- 2001–2003: Hartmut Lang (Hamburg)
- 2003–2007: Günther Schlee (Halle)
- 2007–2011: Karl-Heinz Kohl (Frankfurt/Main)
- 2011–2015: Carola Lentz (Mainz)
- 2015–2019: Hansjörg Dilger (Berlin)
- 2019–2021: Dorle Dracklé (Bremen)
- 2021–2023  Martin Sökefeld (München)

seit 2023: Martin Zillinger

## Veröffentlichungen
- Zeitschrift für Ethnologie (ZfE) – gegründet 1869. Herausgegeben in Gemeinschaft mit der Berliner Gesellschaft für Anthropologie, Ethnologie und Urgeschichte
- Mitteilungen der Deutschen Gesellschaft für Sozial- und Kulturanthropologie

## Archiv
Das Archiv der DGSKA bzw. DGV befindet sich derzeit am Frobenius-Institut an der Johann Wolfgang Goethe-Universität Frankfurt am Main.